# Josep Cerdà Amengual
Josep Cerdà Amengual (Pollensa, Mallorca, 4 de febrero de 2003) es un futbolista español que juega como extremo izquierdo en el Andorra FC de la Primera División RFEF.

## Trayectoria
Josep es un futbolista nacido en Pollensa, Mallorca, formado en las categorías inferiores del CE Montaura, RCD Mallorca y Club Deportivo Constancia.
En 2019, se incorpora a la cantera del FC Barcelona, para jugar en el juvenil "B".
En la temporada 2021-22, jugó en el Juvenil "A" blaugrana, con el que conquistó la División de Honor y la Copa de Campeones.
El 11 de agosto de 2022, tras acabar su etapa juvenil en el FC Barcelona, firma en calidad de cedido por la UE Olot de la Segunda Federación, donde disputa 23 partidos en los que anota dos goles. 
El 31 de agosto de 2023, firma por la S. D. Ponferradina de la Primera División RFEF, cedido por el FC Barcelona Atlètic.

## Clubes
| Club                        | País   | Año         |
| --------------------------- | ------ | ----------- |
| FC Barcelona Atlètic        | España | 2022 - act. |
| UE Olot (cedido)            | España | 2022 - 2023 |
| S. D. Ponferradina (cedido) | España | 2023 - 2024 |